# Bataceae
Las batáceas (Bataceae) son una familia de fanerógamas dicotiledóneas perteneciente al orden Brassicales. Incluye un solo género: Batis, que agrupa a solo dos especies de subarbustos halofíticos con hojas carnosas, opuestas y con diminutas estípulas caedizas. Son nativas de las costas tropicales de América (B. maritima) y Australasia (B. argillicola). Ambas especies son perennes y son arbustos de pequeña altura que alcanzan de 10 a 70 cm. Las flores son unisexuales y se disponen en inflorescencias en espigas densas. Las flores pistiladas o femeninas no presentan perianto y se fusionan entre sí para formar un fruto compuesto.

## Descripción
Arbustos o subarbustos monoicos o dioicos, con raíces fibrosas y tallos postrados o ascendentes, suculentos. Las hojas son simples, opuestas, decusadas, sésiles, de lineares a claviformes, suculentas, de color verde-amarillento; con estípulas caedizas.
Las inflorescencias masculinas son axilares o terminales, con forma de espiga, cónicas. Las flores se hallan dispuestas en las axilas de las brácteas y pueden o no tener pedúnculo. Las flores son bracteadas, son más pequeñas y están parcialmente incorporadas a la inflorescencia en la espiga femenina, mientras que son irregulares en el caso de las flores masculinas. Estas últimas son cigomórficas, presentan perianto diferenciado en cáliz y corola, formado por cuatro piezas (sépalos y pétalos) cada uno. La irregularidad en la simetría floral está determinada por el perianto. El cáliz es gamosépalo, cupuliforme o campanulado, con dos labios (bilabiado). La corola está formada por cuatro pétalos con forma de garra y unidos entre sí (gamopétala). El androceo está constituido por cuatro estambres insertos en la base del cáliz, alternando con un número igual de estaminodios. Las anteras son versátiles y con dehiscencia longitudinal, con un breve apéndice apical formado por el conectivo.
Las inflorescencias femeninas son axilares, con las flores subtendidas por brácteas, las cuales se agregan en conos. Las flores femeninas carecen de perianto. El ovario es súpero, con dos carpelos fusionados entre sí, sésil, con cuatro lóculos, con un óvulo por lóculo, anátropo y con placentación basal. Los lóculos se dividen, secundariamente, por un falso septo. Cada pistilo lleva dos estigmas sésiles.
Los frutos son drupáceos, compuestos, solitarios o unidos parcialmente en la base, formando un sincarpo carnoso. El pericarpo de los frutos es esponjoso o coriáceo. La semilla presenta la testa membranosa y el embrión recto.

## Ecología

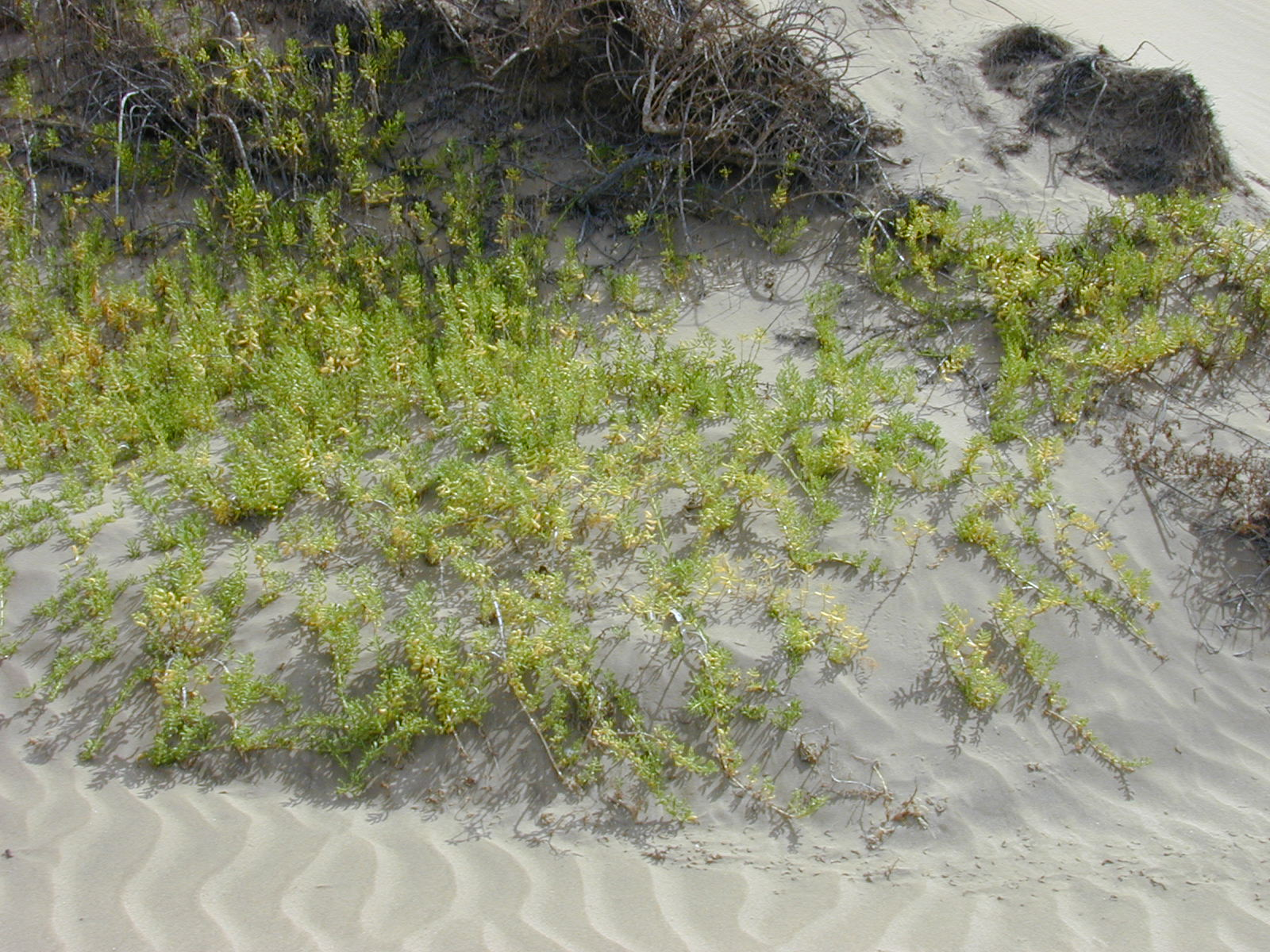
Batis maritima es una especie halófita que habita ambientes arenosos en las costas de muchos países con clima tropical. En la imagen se observa el hábito de crecimiento de esta especie en la costa de Hawái.

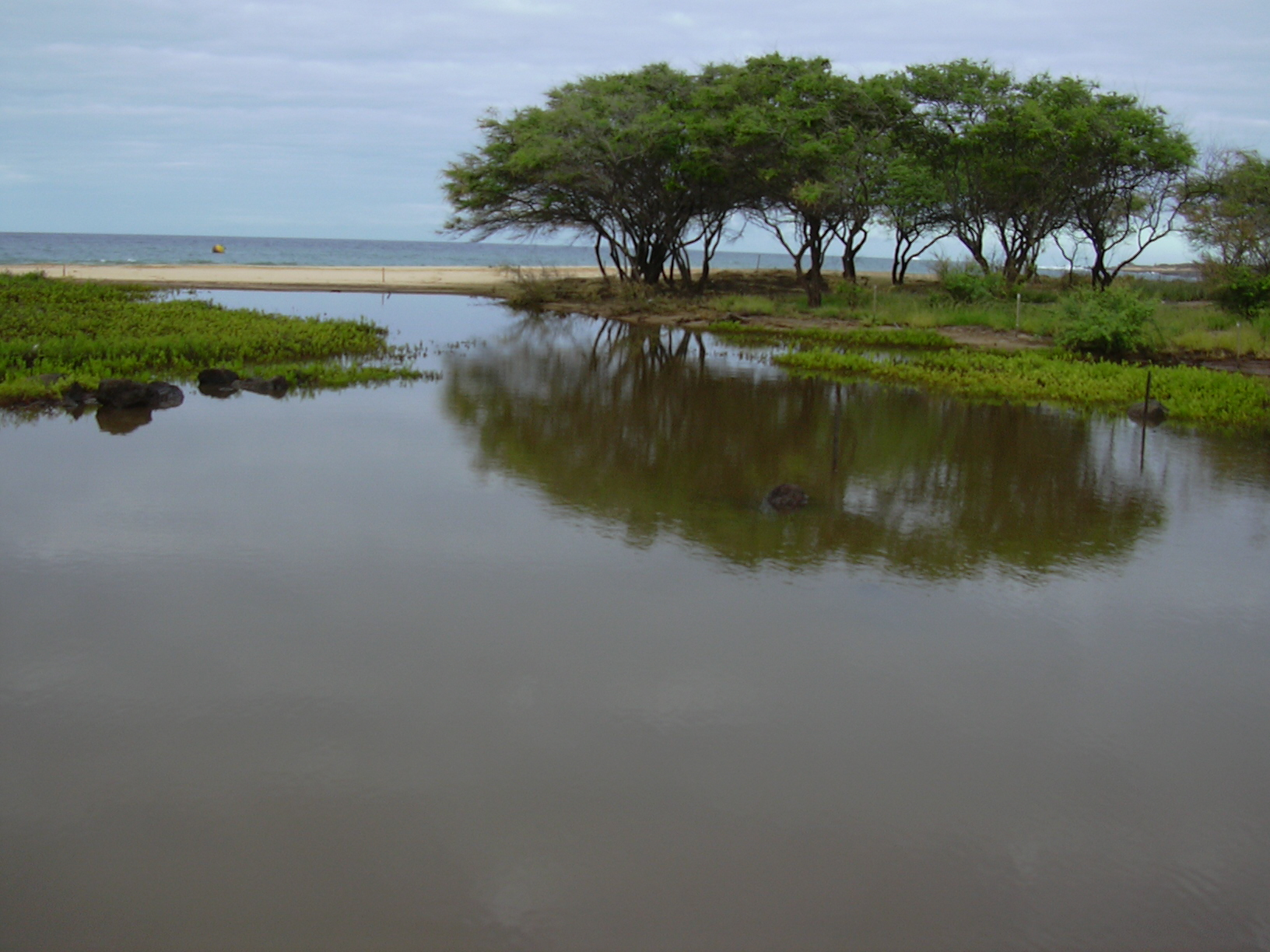
Batis maritima también puede habitar debajo de árboles en ambientes costeros.

La familia Bataceae es monogenérica y está representada por dos especies: Batis maritima, que presenta una distribución en las costas tropicales y subtropicales de América e islas del Pacífico, desde California hasta Perú y las islas de Hawái y Galápagos; en el Atlántico de Florida a Brasil y las Antillas.  Batis argillicola se limita a las costas del sur de Nueva Guinea y norte de Australia. Ambas especies crecen en ambientes salinos inundables cercanos al mar. En México, B. maritima forma parte importante de la vegetación halófila relacionada con el manglar.
El manglar, del cual forma parte Batis maritima, es un ecosistema frágil, donde las principales fuentes de perturbación son la construcción de infraestructura turística, inmobiliaria, de acuicultura y los errores derivados del cambio de la dinámica hidrológica de estuarios completos. En estudios realizados en la laguna de Mecoacán (Tabasco, México) se comprobó que, en las áreas donde el manglar fue parcialmente talado, por cada unidad de manglar removida, una cantidad similar de suelo fue cubierta por Batis maritima, la cual se puede establecer y crecer en ese lugar dando pie a la regeneración rápida del sitio. Otros investigadores también han informado los efectos positivos de B. maritima en la regeneración del manglar en el Caribe colombiano, por ser estructuras efectivas para retener propágulos y favorecer su permanencia. De hecho, en ese ecosistema B. maritima funciona como una especie nodriza que protege del sol, de la pérdida excesiva de humedad y del calentamiento excesivo a las plántulas y propágulos durante el proceso de establecimiento. En un estudio sobre la dispersión y establecimiento de especies de mangle, se realizaron pruebas de campo durante el período de mayor precipitación y fructificación, y se obtuvo un 92 % de retención de los propágulos en masas de B. maritima, la cual constituyó el principal sitio de anclaje; superando notoriamente a otras estructuras, tales como ramas y  neumatóforos, en esa función.
En la costa de Jalisco (México) las poblaciones de Batis maritima se encuentran formando manchones y en numerosas ocasiones los individuos que la conforman son del mismo sexo, si bien ambos sexos comparten la misma área. Se desconocen los mecanismos de polinización y de dispersión de esta especie. Se observaron avispas pequeñas que visitan a Batis maritima, lo que hace suponer que estos himenópteros son sus posibles polinizadores.

## Evolución, filogenia y taxonomía
Dentro del orden Brassicales el fósil más antiguo proviene del Turoniense (Cretácico Superior), aproximadamente 89,5 millones de años antes del presente. La edad del grupo troncal de las brasicales, o sea, la edad de las brasicales y sus parientes extintos pertenecientes al mismo linaje que se desprendió del resto de las plantas actuales, se ha estimado en 90 a 85 millones de años, y la del grupo corona, edad en la que se supone iniciaron su divergencia las brasicales actuales, en 71-69 millones de años.

### Filogenia
Las batáceas están relacionadas filogenéticamente con casi todas las familias de angiospermas que producen glucosinolatos, las que se hallan dispuestas en el clado de las brasicales. Estos compuestos son glicósidos del aceite de mostaza y este aceite, a su vez, es un éster del ácido isotiociánico, el cual contiene un grupo químico R—N=C=S que le confiere un olor penetrante y un sabor fuerte.
Las sinapomorfias de las brasicales, aquellos caracteres que se originaron en su ancestro común y que son por lo tanto compartidos por todo el grupo, son la venación terciaria de las hojas reticuladas, la inflorescencia racimosa, la placentación parietal, la producción de glucosinolatos a partir del aminoácido fenilalanina y la presencia de tipos celulares especializados en la epidermis.
Teniendo en cuenta tanto los datos morfológicos como la información molecular, se ha comprobado que dentro del clado monofilético de las brasicales, las batáceas se hallan íntimamente relacionadas con las salvadoráceas, una familia de distribución asiática y africana, y con las koeberliniáceas, distribuidas en América del Norte y América del Sur. Esta tríada de familias se relacionan más tarde con el denominado "núcleo de las brasicales", un grupo de siete familias estrechamente vinculadas entre sí y que incluye a las brasicáceas. Las sinapomorfias del clado formado por las batáceas, salvadoráceas y koeberliniáceas son el número cromosómico básico x = 11, las flores tetrámeras (los verticilos están formados por cuatro piezas) y el gineceo constituido por dos carpelos.

### Historia taxonómica
Las dos especies de Batis, conjuntamente con la familia Gyrostemonaceae, fueron incluidas tradicionalmente en el orden "Centrospermales", similar al actual orden Caryophyllales, sobre la base de algunas homplasias mal interpretadas, ya que presentan el mismo hábito de crecimiento y una similar adaptación a hábitats costeros que las quenopodiáceas, una familia típicamente incluida en el mencionado orden. No obstante, a partir de ese primer intento de ubicación taxonómica del género, la posición taxonómica de Batis fue repetidamente cuestionada por diversos autores, que la asociaron a las siguientes familias y órdenes: Chenopodiaceae, Coniferae, Ephedraceae, Phytolaccaceae, Amaranthaceae, Polygonaceae, Gyrostemonaceae, Salicaceae, Podostemaceae, Urticaceae, Empetraceae, Verbenaceae, Hamamelidaceae, Juglandaceae, Fagales, y Rhoedales (Brassicales). Bataceae ha sido también dispuesto, conjuntamente o no con Gyrostemonaceae, en un orden propio e independiente, llamado Batales o Batidales, de modo de resaltar las diferencias de esas especies con respecto a las restantes familias de Centrospermales. Hacia 1970 se demostró que Bataceae y Gyrostemonaceae no comparten las mismas características bioquímicas y micromorfológicas de las restantes familias de Centrospermales. El descubrimiento de que ambas familias presentan glucosinolatos y ciertos tipos celulares atípicos llevó a algunos investigadores a asociar a ambas con el orden Capparales. lo que, incluso, fue respaldado más tarde por el análisis del genoma del cloroplasto. Sin embargo, en esos estudios no existe ninguna evidencia, molecular o morfológica, que indique una estrecha asociación entre Bataceae y Gyrostemonaceae. De hecho, Batis está asociada con Salvadoraceae y Koeberliniaceae en un clado separado, mientras que Gyrostemonaceae se dispone en el núcleo del orden Capparales (actualmente denominado Brassicales) conjuntamente con Resedaceae.

### Taxonomía
Dadas las investigaciones filogenéticas expuestas, el Grupo para la Filogenia de las Angiospermas (APG), en sus publicaciones de 1998, 2003 y 2009, aceptó a las batáceas como una familia independiente incluida dentro del orden Brassicales.
Las batáceas se distinguen de las salvadoráceas y de las koeberliniáceas debido a que presentan flores unisexuales y cigomórficas, mientras que las mismas son hermafroditas y actinomórficas en las otras dos familias.
Las batáceas están conformadas por un único género, Batis, con dos especies. Batis argillicola es un arbusto monoico, de 20 a 70 cm de altura. Batis maritima se reconoce por ser una planta postrada o erecta, con sexos separados (dioico), que con frecuencia forma masas densas en los alrededores de los esteros.

## Importancia económica
El principal uso de Batis maritima se basa en su característica de crecer, cubrir y proteger terrenos bajos e inundables, en los cuales muy pocas especies pueden crecer. Se utiliza, por esa razón, como planta ornamental y cubresuelo en tales sitios. La particular tolerancia a sales de estas especies permite no solo regarlas con agua dulce sino también con agua de mar. Las cenizas de esta planta se utilizaban en la manufactura de vidrio y jabón.  Presentan además aplicaciones medicinales, ya que se las ha utilizado para el tratamiento de la soriasis, eczemas y otras patologías de la piel, además de reumatismo, gota y otros desórdenes circulatorios.